# Lyonel Feininger
Lyonel Feininger   (Nova York, 17 de juliol de 1871 - Nova York, 13 de gener de 1956) va ser un pintor estatunidenc d'origen alemany, un dels exponents més importants de l'expressionisme. Va residir a Europa durant anys, on va formar part dels grups Der Blaue Reiter i Die Brücke i va ser professor de l'Escola de la Bauhaus fins l'arribada del nazisme. A més de la pintura, va conrear diversos gèneres com la caricatura, la tira còmica o la fotografia.
El seu art va influir en l'arquitecte Walter Gropius, entre d'altres. També va tenir una activitat intermitent com a pianista i compositor, amb diverses composicions per a piano i fugues per a òrgan.

## Obra destacada
- 1907, Der weiße Mann, (Museu Thyssen-Bornemisza, Madrid)[2]
- 1910, Straße im Dämmern, (Museu Sprengel, Hannover)
- 1913, Gelmeroda I, (Col·lecció privada, Nova York)
- 1913, Leuchtbake, (Museum Folkwang, Essen, Alemanya)
- 1916, Grüne Brücke II (Green Bridge II), (North Carolina Museum of Art, Raleigh)
- 1918, Teltow II, (Neue Nationalgalerie, Berlin)
- 1918, "Yellow Streets II", (Musée des Beaux-Arts de Montréal, Montréal)
- 1920, Ostsee-Fischerboote, (Col·lecció privada, Wichita, KS)
- 1922, Church of Heiligenhafen, (Reynolda House Museum of American Art, Winston-Salem, NC)
- 1925, Barfüßerkirche in Erfurt I, (Staatsgalerie Stuttgart)
- 1926, Barfüßerkirche II (Church of the Minorities II)
- 1929, Halle, Am Trödel, (Bauhaus-Archive, Berlin)
- 1931, Die Türme über der Stadt (Halle), (Museum Ludwig, Köln)
- 1936, Gelmeroda XIII, (Metropolitan Museum of Art, Nova York)
- 1940, The River, (Worcester Art Museum, MA)